# Ухтуйское муниципальное образование
Ухтуйское муниципальное образование — муниципальное образование со статусом сельского поселения в Зиминском районе Иркутской области России.
Административный центр — село Ухтуй.

## География
Ухтуйское сельское поселение расположено в восточной части Зиминского района Иркутской области и граничит с Саянским, Зиминским городскими округами, с Заларинским, Нукутским районами, а также с Услонским, Харайгунским, Филипповским, Покровским сельскими поселениями.
Территория поселения пересекается автомобильной трассой (М-53) Московским трактом и р. Окой, которая впадает в Братское водохранилище. Центром муниципального образования является с. Ухтуй (образован в 1670 году) и находится на расстоянии 2 км от г. Зима Иркутской области, в 260 км от г. Иркутска.

## Климат
Климат поселения резко континентальный с холодной продолжительной зимой и жарким летом, годовая сумма атмосферных осадков составляет 330—380 мм.

## Экономика
Основными отраслями экономики является: сельское хозяйство, лесное хозяйство, промышленность, торговля.
Головным предприятием поселения представлено СПК «Окинский», в состав которого входят более 30 предприятий, основными видами продукции производства является: куриное яйцо, зерно, молоко, мясо всех видов животных и птицы, выращивание зерновых культур для обеспечения сырьем собственного комбикормового завода, кроме производства сельскохозяйственной продукции предприятия занимается переработкой молока, мяса всех видов животных, птицы, зерна, имеется собственная сеть розничной торговли с общим товарооборотом в год более 100 млн рублей. На долю предприятия приходится 58 % общего объема валовой сельскохозяйственной продукции района.
Кроме того имеются 3 субъекта малого бизнеса (крестьянские фермерские хозяйства).
Производством промышленной продукции в поселении заняты:
три предприятия (заготовка и глубокая переработка древесины).
Производится добыча полезных ископаемых — каменного угля ООО «Глинки», запасы которого составляют более 100 млн тонн.
Работает 4 автозаправочные станции, две шиномонтажных мастерских. В с. Ухтуй имеется предприятие ООО «Водоканал», который оказывает коммунальные услуги населению по теплоснабжению и водоснабжению. Торговая сеть поселения состоит: из оптово-розничного рынка — торгового комплекса ООО «Ангар», общей площадью 2570 кв.м., 13 торговых магазинов, 5 объектов общественного питания.
Территория Ухтуйского муниципального образования богата природными ресурсами: минеральными, водными, земельными, имеются месторождения песчано-гравийной смеси, Мординское, балансовые запасы 18 млн куб. м., не эксплуатируются Ново-Норинское, Норинская, Ухтуйское, суммарные балансовые запасы составляют — 16 млн куб. м.

## Население
| 2010  | 2011  | 2012  | 2013  | 2014  | 2015  | 2016  |
| ----- | ----- | ----- | ----- | ----- | ----- | ----- |
| 1743  | ↘1742 | ↗1757 | ↗1786 | ↘1772 | ↘1759 | ↘1754 |
| 2017  |       |       |       |       |       |       |
| ↘1725 |       |       |       |       |       |       |

## Состав сельского поселения
| № | Населённый пункт    | Тип населённого пункта       | Население |
| - | ------------------- | ---------------------------- | --------- |
| 1 | Большерастягаевский | участок                      | ↘25       |
| 2 | Глинки              | село                         | ↘260      |
| 3 | Мордино             | деревня                      | ↗320      |
| 4 | Нижнечиркина        | деревня                      | ↗65       |
| 5 | Норы                | деревня                      | ↗346      |
| 6 | Подгорная           | деревня                      | ↘6        |
| 7 | Ухтуй               | село, административный центр | ↗735      |

### Упразднённые населённые пункты
Села Шетик и Яхонтово, заимки Волокитина и Писарева.